# Załącze (Piórków)
Załącze – część wsi Piórków w Polsce, położona w województwie świętokrzyskim, w powiecie opatowskim, w  gminie Baćkowice.
W latach 1975–1998 Załącze administracyjnie należało do województwa tarnobrzeskiego.